# Terrell Gomez
Terrell Jamal Gomez (Inglewood (California), 5 de febrero de 1998) es un baloncestista estadounidense de ascendencia trinitense que pertenece a la plantilla del Rawlplug Sokół Łańcut de la liga polaca. Con 1,73 metros de estatura, juega en la posición de base.

## Trayectoria deportiva

### Universidad
Jugó tres temporadas con los Cal State Northridge Matadors de la Universidad Estatal de California, situada en Northridge, donde jugó desde 2017 a 2020. En la temporada 2020-21, ingresó en la Universidad Estatal de San Diego para jugar una temporada con los San Diego State Aztecs.

### Profesional
Tras no ser elegido en el Draft de la NBA de 2021, en la temporada 2021-22 firmó por el Final Spor Genclik de la  Parma Basket de la TBL, la segunda división turca. En las filas del conjunto turco disputó 18 partidos en los que promedió 21,6 puntos, 3,8 asistencias y 3,4 rebotes por partido.
El 23 de febrero de 2022, firma por el JDA Dijon de la Pro A, la primera división del baloncesto de Francia.